# Valenzuela, Spanien
Valenzuela är en ort och kommun i Spanien.   Den ligger i provinsen Province of Córdoba och regionen Andalusien, i den södra delen av landet, 300 km söder om huvudstaden Madrid. Antalet invånare är 1 317. Arean är 19,0 kvadratkilometer. Valenzuela gränsar till Baena.
Terrängen i Valenzuela är platt.